# 최율미
최율미(崔律美, 1969년 3월 27일 ~ )는 문화방송의 아나운서이다. 1992년 문화방송 아나운서로 입사하였고 2012년 문화방송 파업 이후에 인사 발령으로 심의국으로 옮겨 근무하였다. 현재 MBC 기획국 정책협력부장을 맡고 있다.

## 학력
- 대원외국어고등학교 프랑스어과
- 이화여자대학교 철학과

## 경력
- 1992년 7월 :  MBC 공채 아나운서
- 2002년 9월 : MBC 홍보심의국 홍보부 매체홍보팀
- MBC 홍보심의국 홍보부 사보 팀장
- MBC 홍보심의국 홍보부 차장
- 2002년 ~ 2008년 2월 : MBC 홍보심의국 홍보부 매체홍보팀 팀장
- MBC 아나운서국 아나운서
- 2017년 12월 : MBC 기획국 정책협력부장

## 주요 출연작

### 텔레비전 프로그램
- MBC 뉴스데스크 주말 메인 앵커 (1992.9.05-1993.4.11/1996.11.16-1997.10.05/2000.1.08-2002.6.30)
- MBC 뉴스데스크 주중 임시 앵커 (1997.8.25-9.19)
- KBS 1TV의 도전! 골든벨 83회 대원외고 편 출신 동문으로 출연함

## 가족 관계
- 아버지는 문화방송 공채 2기 성우였던 최병학(崔秉學, 1940년 7월 29일 ~ 2025년 2월 8일)씨다.